# SGI Visual Workstation
SGI Visual Workstation es una serie de estaciones de trabajo diseñadas y fabricadas por SGI. A diferencia de sus otras líneas de productos, que usaban la arquitectura MIPS RISC de 64 bits, la línea usaba procesadores Intel Pentium II y III, y se entregaba con Windows NT 4.0 o Windows 2000 como su sistema operativo en lugar de IRIX. Sin embargo, los modelos Visual Workstation 320 y 540 se desviaron de la arquitectura de las PC compatibles con IBM utilizando el firmware ARCS de SGI en lugar del BIOS tradicional, los componentes internos adaptados de sus productos basados en MIPS y otros componentes patentados que los hicieron incompatibles con el hardware interno diseñado para PC estándar y, por lo tanto, no puede ejecutar otras versiones de Microsoft Windows, especialmente Windows 9x. Por el contrario, los modelos restantes en la línea son PC estándar, que utilizan conjuntos de chips VIA Technologies, tarjetas de video Nvidia y componentes estándar. 

## Arquitectura
Hay dos series de estaciones de Visual Workstation. Todos están basados en procesadores Intel; la primera serie (320 y 540) usó el chipset de video ARCloader PROM y Cobalt de SGI, el resto son PCs esencialmente estándar. 
Los 320 y 540 utilizan un sistema de memoria de Arquitectura de Memoria Unificada (UMA). Esto comparte el video y la memoria del sistema y los ejecuta a la misma velocidad, y permite que hasta el 80 por ciento del ram del sistema se aplique a la memoria de video. Sin embargo, la asignación es estática y se ajusta a través de un perfil. Los modelos 320 y 540 también utilizan el adaptador de video Cobalt incorporado, que es el chipset de gráficos patentado de SGI. El firmware utilizado en estos sistemas es una PROM que permite el arranque en un subsistema gráfico antes de cargar el sistema operativo. En este sentido, se parecen a la línea IRIX/MIPS de computadoras SGI como la SGI O2. 
Los 320 y 540 también se destacan por tener puertos Firewire (IEEE 1394), captura de vídeo compuesto/S-video integrada, y teclados y ratones USB. Se diferencian entre sí en que el 320 es compatible con Pentium II/III dual con un máximo de 1 GB de RAM, mientras que el 540 es compatible con Pentium III Xeon cuádruple con un máximo de 2 GB de RAM del sistema. Ambas computadoras usan un módulo DIMM patentado que es esencialmente el mismo que ECC SDRAM PC-100, pero en un paquete de la mitad del tamaño normal. La memoria máxima por módulo es de 96 MB, y el SGI 320 tiene doce ranuras de memoria. Los puertos Firewire integrados en el 320 nunca funcionaron.[cita requerida] SGI distribuyó las tarjetas Orange Micro Firewire aproximadamente un año después de que comenzara la producción, en lugar de arreglar los puertos Firewire. 
Tanto el 320 como el 540 están más limitados por tener ranuras PCI (aunque dos de 66 MHz y una de 33 MHz) que operaba a 3.3 V, fuera de paso con las ranuras de 5V utilizadas por la mayoría de los fabricantes. Esto limita la cantidad de accesorios que se pueden agregar. 
Los otros modelos Visual Workstation están diseñadas para competir con las nuevas estaciones de trabajo basadas en procesadores Intel que son considerablemente más baratas que la línea de estaciones de trabajo MIPS de SGI. Son poco más que PC estándar, y usan muchas partes que también están disponibles en el mercado de accesorios.

## Sistema operativo
Los Visual Workstation 320 y 540 se enviaron originalmente con Microsoft Windows NT 4.0. Debido a la PROM de ARCloader, es necesaria una Capa de abstracción de hardware (HAL) personalizada para Windows. Windows 2000 es la última versión que incluye la HAL específica de SGI requerida. Debido a eso, y debido a que SGI dejó de ser compatible con la serie Visual Workstation, la instalación de versiones posteriores de Windows, como XP, no es compatible. 
Los 230, 330 y 550 también admitían Windows NT y 2000. Además, SGI ofreció estos sistemas precargados con la versión 6.2 de la distribución Red Hat Linux. Estos sistemas tienen la letra "L" adjunta a sus números de modelo. 
Debido a las diversas mejoras de SGI, en particular para 320 y 540, los Visual Workstation a menudo superan a las PC Intel de configuración similar en aplicaciones gráficamente intensivas o vinculadas a memoria. Sin embargo, debido a los altos costos de actualización para los componentes no estándar, fue más rentable comprar una PC nueva sin SGI de mayor especificación en lugar de comprar actualizaciones a un Visual Workstation. 

## Pantallas y monitores
Todos los Visual Workstation admiten monitores CRT convencionales y tienen conectores de pantalla VGA estándar. Como los modelos 230 330 y 550 usan tarjetas Nvidia Quadro, también admiten DVI. Los modelos SGI 320 y 540 se enviaron con la innovadora pantalla LCD 1600SW, combinada estilísticamente, utilizando un conector de pantalla OpenLDI que requiere un adaptador de panel plano. El SGI O2 también es compatible con el 1600SW mediante un adaptador. 

## Modelos y configuraciones.
Los números de modelo de las estaciones de trabajo visuales: 
- Visual Workstation 320: procesador dual Pentium II/III (Slot1)[1]
- Visual Workstation 540: procesador cuádruple Pentium II/III Xeon (Slot2)[2]
- Visual Workstation 230/230L: Procesador único Pentium III (FCPGA Socket370) **
- Visual Workstation 330/330L: procesador dual Pentium II/III (FCPGA Socket370) **
- Visual Workstation 550/550L: Procesador dual Pentium III Xeon (Slot2) **

Los Visual Workstation se equiparon inicialmente con un solo procesador Pentium II o Pentium III o con procesadores Pentium III duales (SMP). Los modelos 540 y 550 admiten la implementación Xeon de la serie Pentium, y podrían admitir hasta cuatro Xeon en una configuración SMP (solo dos para el 550). Aunque nunca se lanzó SGI Visual Workstation con una CPU con una capacidad superior a 700   MHz, algunos aficionados han podido ejecutar procesadores más rápidos. 
Para el SGI 320, el límite es de dos procesadores Pentium III de 1 GHz o un solo Celeron a 1.4 GHz. 
Los procesadores duales de 1 GHz requieren un modelo específico de CPU, que está destinado a servidores Intel. Además, el regulador de voltaje, la PROM y la revisión de la placa base también deben ser correctos para que la configuración funcione. 
Con procesadores individuales, el adaptador Powerleap Pl-iP3T "slocket" y un procesador celeron Tualatin de 1.4 GHz es el límite, y es una instalación directa atornillada. El núcleo Tualatin ofrece un procesador más moderno, y el adaptador Powerleap maneja la regulación de voltaje a la CPU. 
Se ha informado que el SGI 540 maneja procesadores quad Xeon de hasta 900 MHz. Estos son los Pentium 3 Xeons más rápidos con la velocidad del bus frontal de 100 MHz del 540. 
Los modelos 230, 330 y 550 son esencialmente PC estándar y tienen las mismas capacidades y límites de actualización que otras PC de la época. Los 230 y 330 se basan en los conjuntos de chips VIA, los procesadores socket 370 utilizados y la SDRAM convencional. El 550 utilizaba procesadores Slot 2 Xeon, el chipset Intel 840 y RDRAM. 
Estos tres modelos tienen un BIOS genérico para PC, memoria genérica para PC y otras partes no diferenciadas. Las tarjetas de video que utilizan estos sistemas son tarjetas Nvidia AGP basadas en el chipset Quadro 2, y difieren de otros Quadro en sus controladores. 